# SriLankan Airlines
SriLankan Airlines Limited (anteriormente conocida como Air Lanka) es la aerolínea nacional de Sri Lanka. Su flota está compuesta por aviones Airbus y opera vuelos hacia Asia y Europa. Su aeropuerto principal es el Aeropuerto Internacional de Bandaranaike. La compañía aérea utiliza el eslogan "Eres Nuestro Mundo".

## Destinos
La compañía vuela a las siguientes ciudades a marzo de 2021:
| País           | Ciudad             | Aeropuerto                                        |
| -------------- | ------------------ | ------------------------------------------------- |
| Alemania       | Frankfurt          | Aeropuerto de Frankfurt                           |
| Arabia Saudita | Dammam             | Aeropuerto Internacional de Dammam                |
| Arabia Saudita | Riad               | Aeropuerto Internacional de Riad                  |
| Arabia Saudita | Yeda               | Aeropuerto Internacional Rey Abdulaziz            |
| Australia      | Melbourne          | Aeropuerto Internacional Tullamarine              |
| Australia      | Sídney             | Aeropuerto Internacional Kingsford Smith          |
| Bangladés      | Daca               | Aeropuerto Internacional Hazrat Shahjalal         |
| Baréin         | Manama             | Aeropuerto Internacional de Baréin                |
| Catar          | Doha               | Aeropuerto Internacional Hamad                    |
| China          | Cantón             | Aeropuerto Internacional de Cantón-Baiyun         |
| China          | Pekín              | Aeropuerto Internacional de Pekín-Capital         |
| China          | Shanghái           | Aeropuerto Internacional Pudong                   |
| EAU            | Abu Dabi           | Aeropuerto Internacional de Abu Dabi              |
| EAU            | Dubái              | Aeropuerto Internacional de Dubái                 |
| Francia        | París              | Aeropuerto de París-Charles de Gaulle             |
| India          | Ahmedabad          | Aeropuerto Internacional Sardar Vallabhbhai Patel |
| India          | Bangalore          | Aeropuerto Internacional Kempegowda               |
| India          | Bombay             | Aeropuerto Internacional Chhatrapati Shivaji      |
| India          | Chennai            | Aeropuerto Internacional de Chennai               |
| India          | Cochín             | Aeropuerto Internacional de Cochín                |
| India          | Delhi              | Aeropuerto Internacional Indira Gandhi            |
| India          | Hyderabad          | Aeropuerto Internacional Rajiv Gandhi             |
| India          | Madurai            | Aeropuerto de Madurai                             |
| India          | Thiruvananthapuram | Aeropuerto Internacional de Trivandrum            |
| India          | Tiruchirappalli    | Aeropuerto de Tiruchirappalli                     |
| Indonesia      | Yakarta            | Aeropuerto Internacional Soekarno-Hatta           |
| Japón          | Tokio              | Aeropuerto Internacional de Narita                |
| Kuwait         | Kuwait             | Aeropuerto Internacional de Kuwait                |
| Malasia        | Kuala Lumpur       | Aeropuerto Internacional de Kuala Lumpur          |
| Maldivas       | Gan                | Aeropuerto Internacional de Gan                   |
| Maldivas       | Malé               | Aeropuerto Internacional de Malé                  |
| Nepal          | Katmandú           | Aeropuerto Internacional de Katmandú              |
| Omán           | Mascate            | Aeropuerto Internacional de Mascate               |
| Pakistán       | Karachi            | Aeropuerto Internacional Jinnah                   |
| Pakistán       | Lahore             | Aeropuerto Internacional Allama Iqbal             |
| Reino Unido    | Londres            | Aeropuerto de Londres-Heathrow                    |
| Seychelles     | Victoria           | Aeropuerto Internacional de Seychelles            |
| Singapur       | Singapur           | Aeropuerto Internacional Changi                   |
| Sri Lanka      | Colombo            | Aeropuerto Internacional Bandaranaike             |
| Sri Lanka      | Hambantota         | Aeropuerto Internacional Mattala Rajapaksa        |
| Tailandia      | Bangkok            | Aeropuerto Internacional Suvarnabhumi             |

## Flota

### Flota Actual
SriLankan Airlines tiene una flota total de aviones Airbus.
La aerolínea está en mitad de un proceso de renovación, reemplazando aeronaves viejas por otras nuevas o casi nuevas.
La flota de SriLankan Airlines consta de los siguientes aviones: (febrero de 2023):
A febrero de 2023, el promedio de edad de la flota es 11.4 años.

### Flota Histórica
| Aeronave                | Flota | Introducido | Retirado |
| ----------------------- | ----- | ----------- | -------- |
| Airbus A300B4           | 1     | 2000        | 2000     |
| Airbus A319-100         | 1     | 2016        | 2016     |
| Airbus A340-300         | 7     | 1994        | 2016     |
| Boeing 707-320          | 3     | 1979        | 1983     |
| Boeing 737-200          | 6     | 1980        | 1995     |
| Boeing 737-300          | 1     | 1992        | 1992     |
| Boeing 747-200          | 2     | 1984        | 1987     |
| Boeing 767-300ER        | 1     | 2010        | 2010     |
| Lockheed L-1011 TriStar | 19    | 1980        | 2000     |